# Глазуновы (дворянский род)
Глазуновы — несколько русских дворянских родов.

## Глазуновы (древний род)
Иван Андреевич Глазунов поручился по князю Серебряному (1565), упомянут (1570).
Тимофей Глазунов владел поместьем в Серпуховском уезде (1627), а в писцовых книгах упомянут там же Иван Денисович (1627—1629). Сын боярский Зот Глазунов упомянут (1646). Московский дворянин Никита Иванович и Никита Степанович владели поместьями в Каширском уезде (1694).
Трое представителей рода владели населёнными имениями (1699).

## Глазуновы (пожалование 1870 г.)
30 августа 1870 года Иван Ильич Глазунов во внимание к его разносторонней общественной деятельности пожалован орденом Св. Владимира 3-й ст. с присвоением прав потомственного дворянства Российской Империи, а указом 4 марта 1876 г. Высочайше утвержден избранный им герб. 

Герб, пожалованный Ивану Ильичу Глазунову внесён в Часть 4 Сборника дипломных гербов Российского Дворянства, невнесенных в Общий Гербовник, под № 52:
В золотом щите, червленый гриф с серебряными глазами и языком, трущий двумя чёрными ма́цами (примечание: то есть подушками для растирания типографских красок). Щит увенчан дворянскими шлемом и короною. Нашлемник: три золотых страусовых пера, обременённых чёрною ма́цаю, рукоятью вверх. Намёт: червлёный с золотом. Девиз: «QUAERENDO», червлёными буквами на золотой ленте.
Представители рода:
- Иван Ильич Глазунов (1826—1889) — тайный советник, издатель и книготорговец, Санкт-Петербургский городской голова.
  - Илья Иванович Глазунов — издатель и книготорговец
    - Александр Ильич Глазунов — издатель и книготорговец

## Глазуновы (пожалование 1882 г.)
19 ноября 1882 года, по случаю исполнившегося столетия фирмы Глазуновых, потомственные почетные граждане Константин Ильич и Александр Ильич Глазуновы были возведены в потомственное дворянское достоинство Российской Империи, а 4 января 1884 года жалованы дипломом на потомственное дворянское достоинство.

Герб, пожалованный Константину и Александру Глазуновым внесён в Часть 4 Сборника дипломных гербов Российского Дворянства, невнесенных в Общий Гербовник, под № 51:
В червленом щите три серебряных книги (2 и 1). Щит украшен дворянским коронованным шлемом. Нашлемник: возникающий серебряный гриф, держащий в лапах две черные ма́цы, соприкасающиеся своими подушками. Намет червленый с серебром. Девиз: «LABOR UTILIS», серебряными буквами на червленой ленте.
Представители рода:
- Александр Ильич Глазунов (1829—1896) — издатель и книготорговец
- Константин Ильич Глазунов (1828—1914) — издатель и книготорговец
  - Михаил Константинович Глазунов — издатель и книготорговец
  - Александр Константинович Глазунов —  композитор, дирижер, профессор Санкт-Петербургской консерватории
  - Дмитрий Константинович Глазунов — этномолог и путешественник
  - Елена Константиновна Глазунова